# Xã Bronson, Michigan
Xã Bronson (tiếng Anh: Bronson Township) là một xã thuộc quận Branch, tiểu bang Michigan, Hoa Kỳ. Năm 2010, dân số của xã này là 1.349 người.